# ФК Брондсбри
ФК Брондсбри е несъществуващ английски футболен отбор от Лондон.

## История
Клубът име две участия във ФА Къп през 70-те години на XIX век. Най-доброто му постижение е достигане до първи кръг през 1873/74 и 1874/75.